# Carl Gander
Carl Georg Friedrich Gander (* 17. Dezember 1855 in Steinweiler; † 26. Oktober 1899 ebenda) war Landwirt und Mitglied des Deutschen Reichstags.

## Leben
Gander besuchte die Latein- und Gewerbeschule in Landau in der Pfalz. Ab 1876 war er in Steinweiler in der Landwirtschaft tätig. Von 1894 bis 1897 war er Erster Vorsitzender des Bundes des Landwirte, Abteilung Pfalz, und ab 1897 Zweiter Vorsitzender.
Von 1898 bis zu seinem Tode war er Mitglied des Deutschen Reichstags für den Wahlkreis Pfalz 3 (Germersheim, Bergzabern) und die Nationalliberale Partei, wobei er als gemeinsamer Kandidat der Nationalliberalen und des Bundes der Landwirte nominiert wurde.